# Harry Zörnack
Harry Zörnack (* 8. März 1939 in Danzig) ist ein ehemaliger deutscher Handballspieler, der in den 1960er und 1970er Jahren in der DDR-Handball-Oberliga für die BSG Wismut Aue und den SC Leipzig spielte. Mit der Handballnationalmannschaft der DDR bestritt er 114 Länderspiele.

## Sportliche Laufbahn
Der 1,87 Meter große Zörnack begann seine Handballkarriere in der landwirtschaftlichen Betriebssportgemeinschaft (BSG) Traktor im erzgebirgischen Pöhla. Nach seiner Lehre als Maurer schloss er sich der BSG Wismut Aue an, mit der er 1960 in die Feldhandball- und 1961 in die Hallenhandball-Oberliga aufstieg. Er entwickelte sich schnell zu einem gefährlichen Torjäger und war maßgeblich daran beteiligt, dass Wismut Aue stets zu den besten Betriebssportgemeinschaften in der Oberliga gehörte. 
1963 wurde er erstmals in den Nationalmannschafts-Kader berufen und bestritt bis 1971 114 Länderspiele. Er war bei den Handball-Weltmeisterschaften 1964, 1967 und 1970 vertreten und wurde 1970 Vizeweltmeister. Bei den Olympischen Spielen 1972 bestritt er alle sechs Spiele der DDR-Mannschaft, die Vierter des Turniers wurde. Ab 1969 war Zörnack zeitweise Kapitän der Nationalmannschaft. 
Zur Saison 1971/72 wechselte Zörnack zum Oberligisten SC Leipzig, mit dem er am Ende der Spielzeit DDR-Meister wurde. Nach nur einem Jahr kehrte er zu Wismut Aue zurück, wo er nun als umsichtiger Abwehrdirigent noch bis 1974 in der Oberliga aktiv blieb. 1981 wurde er zum Trainer der Oberligamannschaft der BSG Wismut berufen, nachdem er zuvor bereits die Junioren trainiert hatte. 